# Going Rogue

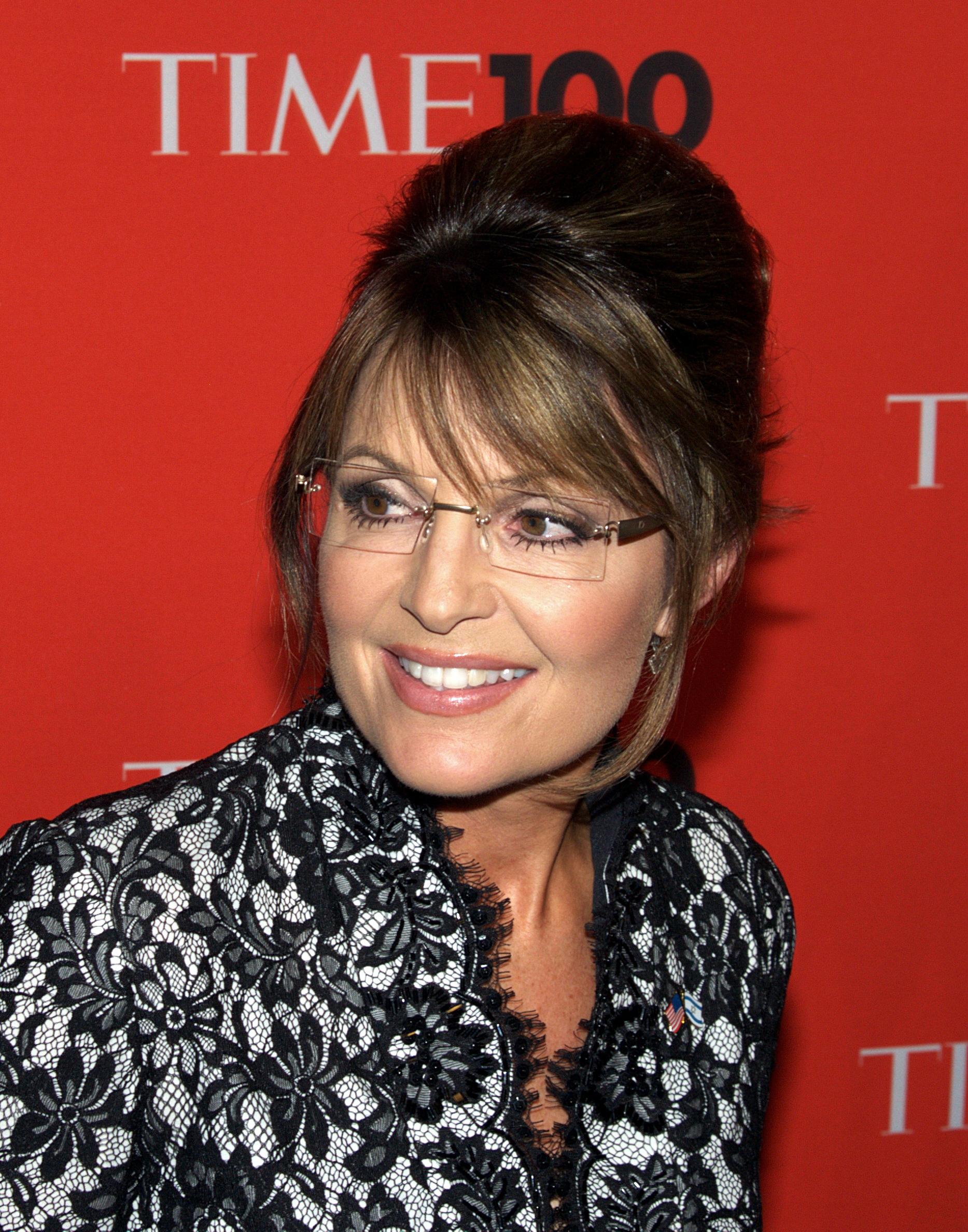
Sarah Palin (maj 2010)

Going Rogue: An American Life är en personlig och politisk självbiografi av Sarah Palin, tidigare guvernör i Alaska och 2008 republikansk kandidat till USA:s vicepresidentämbete. Boken, som utkom den 17 november 2009, innehade förstaplatsen på New York Times Best Seller list från publiceringsdagen och sex veckor framåt. Boken är en av endast fyra politiska memoarer som har sålt mer än en miljon exemplar.